# 徳島県立富岡西高等学校
徳島県立富岡西高等学校（とくしまけんりつ とみおかにしこうとうがっこう）は、徳島県阿南市富岡町に所在する公立高等学校。
創立100年以上の伝統校である。また、2007年度より3年間スーパーイングリッシュランゲージハイスクールの指定を受けていた。「富西」（とみにし）の愛称で知られている。

## 設置学科
- 普通科（単位制）
- 理数科（単位制）

## 沿革
- 1896年4月 徳島県尋常中学校第二分校として開校[2]。
- 1901年7月 徳島県立富岡中学校となる[2]。
- 1948年4月 徳島県富岡第一高等学校となる[2]。
- 1949年4月 高等学校再編成により徳島県富岡西高等学校となる。男女共学を実施[2]。
- 1952年12月 校歌制定。（作詞：脇太一、作曲：深井史郎、補作：野上彰[3]）[2]
- 1956年4月 徳島県立富岡西高等学校と改称。
- 1996年5月 創立100周年記念式典挙行。

## 部活動
野球部
2019年3月 野球部が第91回選抜高等学校野球大会に「21世紀枠」として甲子園初出場。初戦で東邦高校（その後、同大会優勝）に1‐3で敗れたものの、阿波踊りを取り入れたユニークな応援が評され最優秀応援団賞を受賞した。

## 関係者

### 出身者
- 犬飼貴丈 - 俳優
- 岩浅嘉仁 - 元衆院議員、元阿南市長
- 江崎隆文 - お笑い芸人・ゆったり感
- 小川信雄 - 日亜化学工業創業者
- 表原立磨 - 元阿南市長
- 後藤田正晴 - 警察庁長官、内閣官房長官
- 小原雅博 - 東京大学名誉教授、元外交官
- 斎辰雄 - 元陸上選手・アムステルダムオリンピック代表
- 笑福亭学光 - 落語家
- 豊田賢太 - 俳優
- 中西祐介 - 参議院議員
- 藤田恭嗣 - メディアドゥ創業者・社長
- 丸山茂徳 - 地球科学者
- 宮武宜史 - 国土交通省海事局長[6]
- 吉田晶樹 - 地球科学者

### 教職員
- 小野忠弘 - 美術家、造形作家